# ماتياس هاجر
ماتياس هاجر (بالألمانية: Matthias Hager)‏ هو لاعب كرة قدم نمساوي، ولد في 14 نوفمبر 1997 في النمسا. لعب مع نادي فلوريدسدورفر ‏.

## وصلات خارجية
- ماتياس هاجر على موقع قاعدة بيانات كرة القدم.إي يو (الإنجليزية)
- ماتياس هاجر على موقع Soccerway.com (الإنجليزية)
- ماتياس هاجر على موقع عالم كرة القدم.نت (الإنجليزية)